# Battaglia di Littleferry
La battaglia di Littleferry (conosciuta anche come la schermaglia di Golspie) ebbe luogo il 15 aprile 1746 poco prima della battaglia di Culloden durante seconda insurrezione giacobita del 1745.

## Antefatto
In seguito alla schermaglia di Tongue, durante la quale una notevole quantità di denaro e rifornimenti urgenti era stata catturata dai giacobiti guidati dal Capitano Hugh Mackay, una grande forza di giacobiti fu inviata a nord nel tentativo di recuperare altri rifornimenti. Questa forza giacobita comprendeva alcuni dei loro migliori combattenti; i MacGregor, Coll MacDonnell di Barrisdale, il clan Mackinnon e i Mackenzie di George Mackenzie, III conte di Cromartie. Questa forza però arrivò troppo tardi per essere di aiuto ai loro alleati che erano stati catturati durante la schermaglia di Tongue. 
William Sutherland, XVII conte di Sutherland era fedele al governo britannico degli Hannover, ma non aveva sollevato e armato il suo clan abbastanza rapidamente da agire contro il giacobita Carlo Edoardo Stuart. Ciò ha portato a sospettare a Londra che Sutherland potesse essere sleale. Tuttavia, anche i giacobiti misero in dubbio la lealtà di Sutherland e il conte giacobita di Cromartie fu inviato con 500 uomini contro il conte di Sutherland. Le forze di Cromartie presero d'assalto il castello di Dunrobin; il conte di Sutherland riuscì a sfuggirgli attraverso una porta sul retro del castello.

## La battaglia
Il conte di Cromartie e la sua forza decisero di riunirsi alla principale forza giacobita sotto il principe Carlo a Inverness. Tuttavia lui e i suoi uomini furono attaccati con vigore a Little Ferry da due Independent Highland Companies, una dal clan Sutherland e una dal clan Mackay, guidate dal guardamarina John Mackay di Moudale. 
Credendo che tutti i seguaci di Sutherland si fossero dispersi, gli ufficiali giacobiti avevano permesso ai loro uomini di marciare davanti a loro, sicuri che loro, gli ufficiali a cavallo, avrebbero potuto raggiungere rapidamente gli uomini in marcia. Tuttavia c'erano ancora alcuni uomini di Sutherland sulle colline sopra Dunrobin. Guidati dal guardiamarina Mackay, gli uomini di Sutherland scesero dalle colline vicino a Golspie, attaccando il varco tra gli ufficiali giacobiti furono catturati; molti degli uomini furono uccisi, e il resto fu portato sulla spiaggia, dove molti annegarono nel tentativo di nuotare nella Loch Fleet. La maggior parte degli uomini di Cromartie furono uccisi o fatti prigionieri e quindi negarono al principe i rinforzi di cui aveva bisogno.
Un resoconto della battaglia di Littleferry è stato scritto da Angus Mackay in The Book of Mackay: 
Pochi giorni prima di Culloden, Cromartie ricevette l'ordine di raggiungere il principe ad Inverness con tutte le sue forze, ma mentre stava marciando verso il Little Ferry, il guardiamarina John Mackay con una manciata di uomini lo attaccò intrepidamente. L'audacia di Mackay incoraggiò altri della milizia di Sutherland, che si trovavano sulle colline vicine, a prendere parte alla rissa, con il risultato che Cromartie fu sconfitto e tutte le sue truppe furono uccise o catturate. Mackay con la pistola in mano si fece strada nel castello di Dunrobin, in cui fuggì Cromartie, e nonostante gli sforzi della contessa di Sutherland, sospettata di favorire i ribelli e soprattutto Cromartie, fece prigioniero il conte che trovò nascosto sotto un letto.

## Conseguenze
Cromartie che era stato catturato e detenuto al castello di Dunrobin, fu imbarcato su una nave che lo portò a Londra. Cromartie, insieme a Lord Kilmarnock, Lord Lovat e Lord Balmerino furono tutti accusati di alto tradimento, processati e condannati. Cromartie fu in seguito graziato, ma gli altri furono giustiziati.
Nonostante questa vittoria, alcuni membri del governo di Londra erano ancora inclini ad associare i Sutherland ai ribelli Cromartie che avevano sconfitto. Il conte di Sutherland trascorse diversi anni prima della sua morte nel 1750 nel tentativo di ottenere un risarcimento dal governo per i danni arrecati ai suoi possedimenti dai ribelli. 
Angus Mackay scrive del significato della battaglia di Littleferry nel Book of Mackay come più di quanto generalmente si capisca dal fatto che la forza giacobita di Cromartie avrebbe fornito l'aiuto tanto necessario ai giacobiti nella battaglia di Culloden e gli era stato impedito di farlo. Tuttavia secondo Tony Pollard, la forza di Cromartie sarebbe stata comunque in ritardo per la battaglia a Culloden.